# Jeff Hamilton
Jeffrey Hamilton (Englewood, 4 settembre 1977) è un ex hockeista su ghiaccio statunitense.

## Carriera
A livello liceale Hamilton crebbe presso l'istituto Avon Old Farms, scegliendo nel 1996 di iscriversi alla Yale University, dove totalizzò 80 reti e 174 punti complessivi in 127 partite, stabilendo il record assoluto per l'ateneo. Senza essere stato scelto al Draft nel 2001 firmò con il Kärpät nella SM-liiga finlandese. La stagione successiva tornò in patria messo sotto contratto dall'organizzazione dei New York Islanders. Giocò per due stagioni in American Hockey League con i Bridgeport Sound Tigers, prima di disputare la stagione 2004-05 sempre in AHL con gli Hartford Wolf Pack.
Nel 2005 iniziò la stagione con l'Ak Bars Kazan', squadra della Superliga russa, tuttavia fu nuovamente richiamato dall'organizzazione degli Islanders e mandato a giocare in AHL con i Sound Tigers. Jeff mise a segno la sua prima rete in NHL il 17 dicembre 2005, superando il portiere dei Colorado Avalanche David Äbischer nel successo degli Islanders per 5-4; per Hamilton si trattava della seconda presenza in NHL.
Nell'estate del 2006 da free agent firmò con i Chicago Blackhawks. Concluse quella stagione stabilendo i propri primati con 18 reti e 39 punti in 70 partite disputate. La stagione 2007-08 lo vide invece vestire la maglia dei Carolina Hurricanes. Il 3 settembre 2008 Hamilton firmò con i Chicago Wolves, formazione della AHL allora affiliata agli Atlanta Thrashers. Il 5 marzo 2009 Hamilton fu ingaggiato per la conclusione della stagione dai Toronto Maple Leafs, totalizzando 15 presenze e 6 punti.
Il 5 agosto 2009 Hamilton si trasferì di nuovo in Europa per giocare con l'HC Lugano nella Lega Nazionale A. Concluse la propria carriera tornando in Finlandia con l'HIFK, squadra con cui vinse il titolo nazionale 2010-2011.

## Palmarès

### Club
- Campionato finlandese: 1

HIFK: 2010-2011

### Individuale
- Willie Marshall Award: 1

2003-2004
- AHL First All-Star Team: 1

2003-2004
- ECAC First All-Star Team: 3

1997-1998, 1998-1999, 2000-2001
- NCAA East Second All-American Team: 2

1997-1998, 1998-1999